# Charge creuse
Pour les articles homonymes, voir Heat.

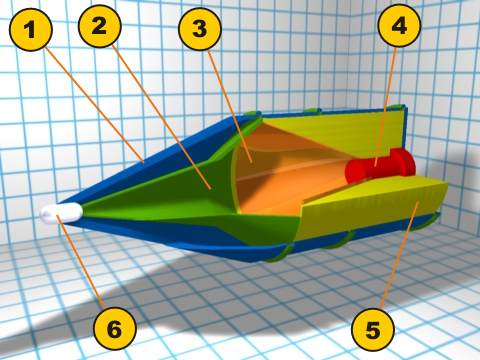
Une charge creuse moderne contient un cylindre renfermant un revêtement conique en cuivre (3), recouvert d'une coiffe métallique (1) améliorant l'aérodynamisme et déterminant la distance de déclenchement optimale. Cette coiffe porte à son extrémité un capteur piézoélectrique (6) qui, à l'impact, déclenche le détonateur (4), mettant la charge à feu (5). Le terme de « charge creuse » est dû au volume vide (2) caractéristique de la structure de la munition.

La charge creuse est un type de charge explosive dont la face avant, vers la cible, est évidée, et le creux ainsi formé, en forme approximativement de triangle la base en avant, est recouvert d'une mince plaque de métal. Lors de la détonation la concentration des forces déforme et propulse le métal en un jet à haute vélocité et haute température qui perce ou découpe la cible. Ce type de charge a des utilisations militaires (obus à charge creuse, roquettes antichars et missiles antichars, charges de démolition etc.) et civiles, notamment dans l'industrie de la démolition.
Les premières observations de l'effet Munroe qui est à la base de son fonctionnement datent de la fin du XIXe siècle mais les applications pratiques prendront un demi siècle (avec un essor pendant la Seconde Guerre mondiale), et la compréhension (notamment celle du revêtement métallique) encore plus de temps ; l'état physique du jet de métal n'est encore aujourd'hui pas totalement élucidé et reste l'objet d'étude. 
Dépendant de son utilisation une charge creuse peut prendre diverses formes, les plus courantes sont les charges coniques (qui percent la cible) et les charges linéaires (qui la découpent) utilisées en démolition. Un type spécial de charge creuse, la lentille explosive, est utilisé pour produire une onde de compression de la forme voulue (sphérique, dans le cadre par exemple de l'amorce d'une réaction nucléaire dans les armes atomiques).

## Principe de fonctionnement
Son fonctionnement est basé sur l'effet Munroe : quand un explosif est formé tel qu'il présente une cavité et que la surface de cette cavité est faite d'un métal, l'énergie de la détonation de l'explosif va être partiellement concentrée sur le métal. Sous les forces induites par l'explosion, la surface de métal va se déformer et se retourner en devenant un jet de métal à très haute vélocité, capable de traverser d'épais blindages que des charges classiques auraient eu du mal à abimer. Les explications suivantes seront données avec l'exemple d'une charge conique, où le jet forme un « dard » capable de percer, mais elles s'appliquent pareillement avec une charge linéaire, qui forme une feuille capable de découper.
Le principe de l'effet Munroe est le suivant, :
- lors de l'explosion de la charge (no 5), la feuille de cuivre (no 3) va se déformer ;
- le souffle de l'explosion va retourner comme un gant le cône inversé par sa pointe, dans le sens de la propagation de l'explosion, créant ainsi un jet de métal (appelé « dard ») à haute température qui est projeté contre le blindage à très grande vitesse ;
- le dard heurte le blindage en un seul point, concentrant ainsi toute son énergie sur une zone très réduite, et provoque la déformation plastique du matériau cible qui se comporte quasiment comme un fluide dans ce choc à très grande vitesse. L'efficacité est nourrie par l'effet de la masse en provenance de l'arrière (le cône se retournant sous l'effet de l'explosion, sa partie élargie arrivera après le début de la pénétration et dans son axe).
- La cible est alors perforée en ce point, permettant au jet de la traverser et d'occasionner des dégâts le plus souvent létaux via l'onde de choc, les gaz à très haute température et le jet de métal en lui-même ;

La formation optimale du dard est atteinte à une certaine distance de la cible à pénétrer, de deux à six fois le diamètre de la charge. Si le dard devait se constituer trop loin, il se déformerait et se fragmenterait, perdant son efficacité, tandis que trop près il ne pourrait pas se former parfaitement et le diamètre obtenu engendrerait une pression spécifique moins efficace. Ceci explique la forme des munitions à charge creuse qui permet de placer l'amorce en amont de la charge. On pourrait comparer le comportement du jet à celui d'une lentille convergente.
Lorsque la charge creuse est projetée sur la cible (principalement dans les applications militaires, car dans les applications civiles on peut généralement la poser tranquillement à la position idéale), l'énergie cinétique est négligeable pour l'efficacité de sorte que la vitesse de projection n'a pas d'importance et la masse peut être aussi réduite que possible. Cela permet d'utiliser des projectiles relativement légers et des propulseurs à basse vitesse, comme une grenade à fusil, voire une grenade à main. 

## Comportement du dard

Impact d'une roquette antichar tirée depuis un lanceur RPG-7, illustrant le principe de la charge creuse.

L'explosion de la charge explosive crée un dard dont la nature n'est pas parfaitement connue en 2024. Composée du matériau utilisé dans le cône tel que cuivre, l'aluminium ou le PTFE, on peut le décomposer en trois parties dans l'ordre chronologique à la suite de l'effondrement du cône :
- le jet lent, plus large. Il se rompt généralement vers 200 ms[6] après son apparition, soit le temps de parcourir plus d'un mètre (8 km/s) ;
- la protubérance, liée à la détente du jet lent ;
- le dard hypervéloce[7], dans certains cas spécifiques l'apparition d'un jet plus fin et rapide (20 km/s) est observée.

Des doutes subsistent toujours quant à son état. À l'extérieur du dard la température est inférieure à celle de fusion du matériau pour la pression présente (de 400 °C pour l'enveloppe à 1 000° pour le bout du dard avec des écarts très variable en fonction du matériau utilisé et des expériences). L'intérieur du dard ne peut être mesuré par radiométrie ou rayonnement mais il est parfois considéré comme dans un état plasma. Enfin, on sait que la protubérance se vaporise rapidement.
La perforation optimale est observée à une distance de détonation comprise entre deux et six fois le diamètre du cône.

## Utilisation militaire

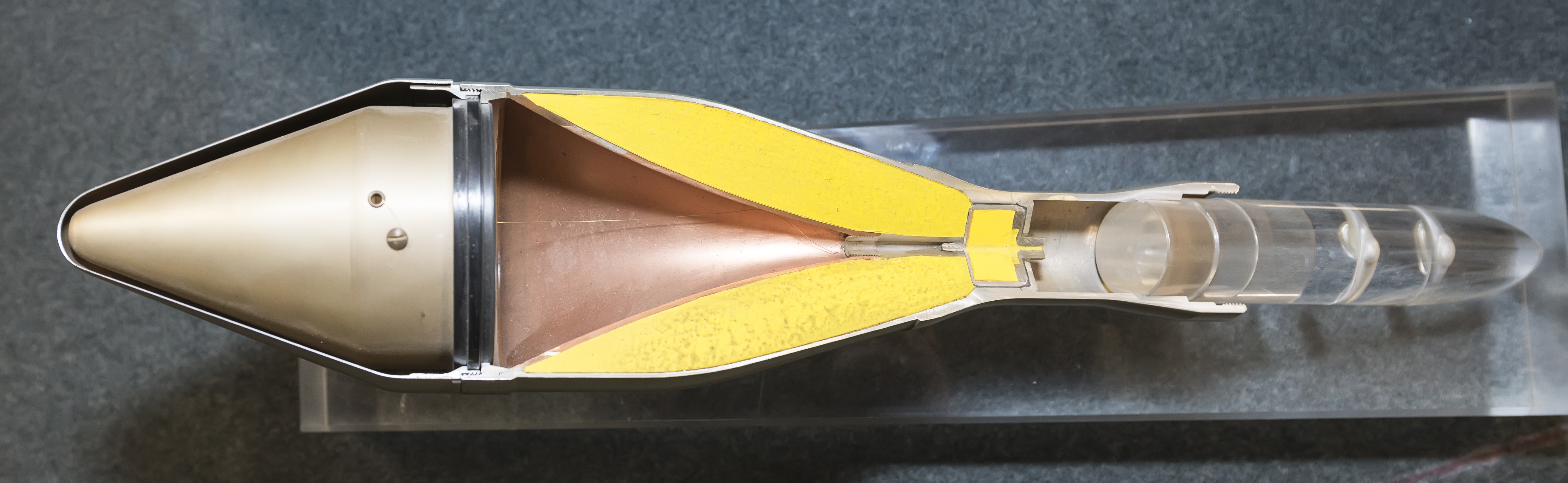
Coupe de la tête d'une roquette à charge creuse 58

La charge creuse est appréciée pour sa capacité de pénétration qui ne nécessite pas le lancement de la munition à très haute-vitesse, facilitant ainsi sa mise en œuvre. Ici, contrairement à d'autres types de munitions antichars (type obus flèche), la perforation du blindage est liée à l'explosion et à la structure de la charge. Ainsi, elle offre une capacité anti-char aux unités d'infanterie, notamment aux troupes aéroportées (ex. : M50 Ontos, canon M40, RPG-7).
Elle se trouve entre autres dans une grande variété de munitions antichar (ex. : obus à charge creuse OCC 105 F1, grenade RPG-43, LRAC F1, BGM-71 TOW).
Cependant, en réaction à l'amélioration des blindages, les munitions à charge creuse sont progressivement remplacées par d'autres munitions antichars (explosif perforant HEAP (en), explosif à tête d'écrasement HESH et obus flèches perforants APDS),.

## Utilisation civile

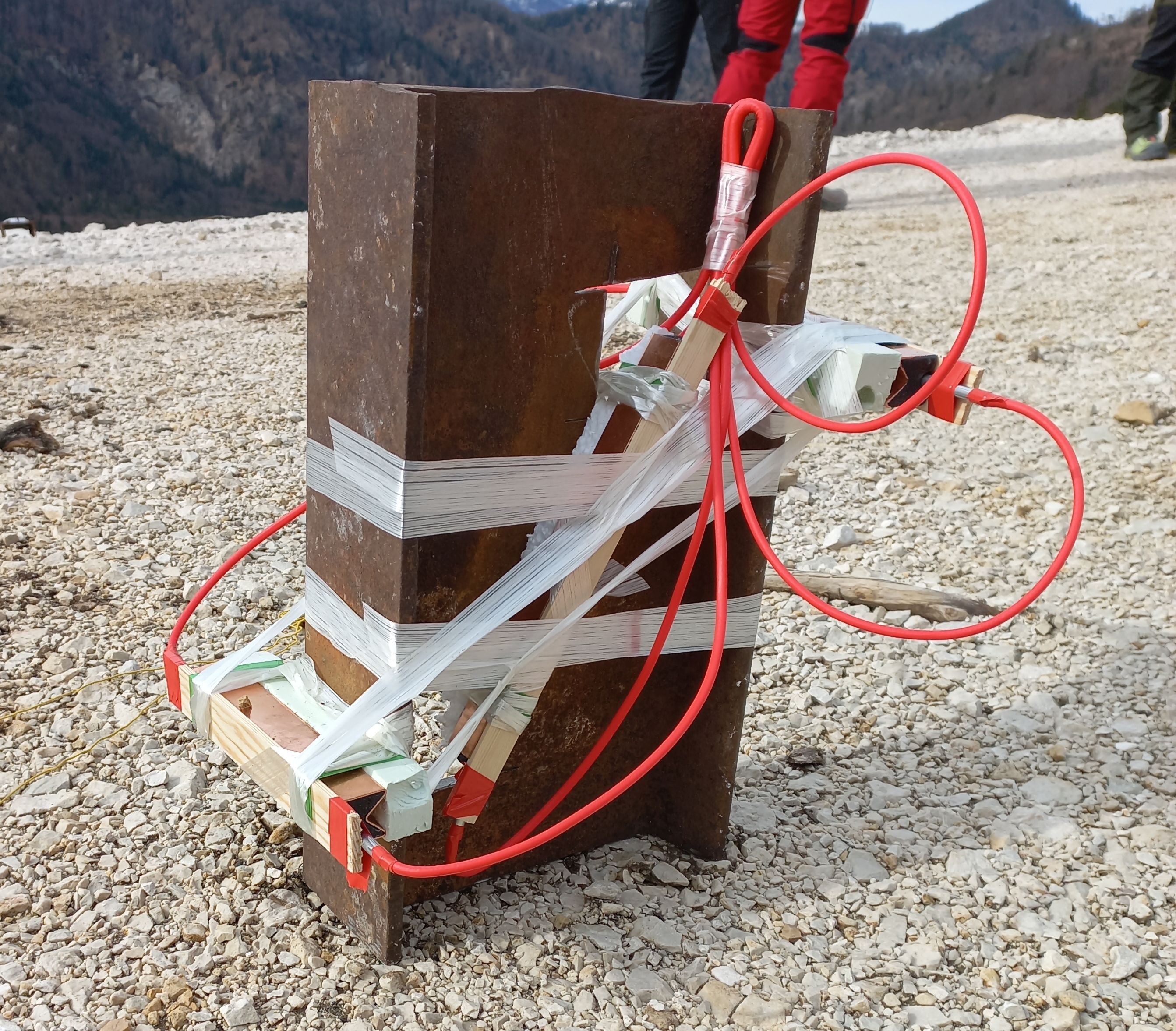
Charges explosives coupantes linéaires pour la séparation d'objets (ici une poutre en I chargée horizontalement - par exemple un pont). L'allumage se fait de deux côtés (côté étroit), ce qui double l'effet de coupe. La séparation se fait le long de la charge coupante, la distance correcte entre l'explosif et l'objet étant très importante. Le site de dynamitage doit être soigneusement nettoyé avant le dynamitage. Les détonateurs ne doivent être insérés que très légèrement dans l'explosif afin d'obtenir l'effet explosif le plus élevé possible. Les trous préalablement découpés dans le support servent à afaiblir la poutre en i, ce qui permet de réduire la quantité d'explosifs nécessaire. La fixation oblique de la charge est nécessaire pour que la poutre en I puisse glisser latéralement après l'explosion.

Dans le domaine civil, la charge creuse est principalement utilisée dans la démolition de bâtiments sous forme de charges linéaires pour sectionner les piliers mais aussi dans l'industrie pétrolière afin de creuser des puits. Elle peut aussi être utilisée pour déblayer les glaciers en faisant exploser leurs flancs.

## Historique et évolutions
Il est difficile de dater l'apparition de la charge creuse, l'effet Munroe est découvert en 1888, on peut estimer son apparition dans le domaine militaire au début du XXe siècle notamment en Allemagne et en Italie. Avant 1923 aucune application militaire concrète n'est connue.
Au début de la Seconde Guerre mondiale, l'Allemagne utilise des charges creuses afin de détruire les fortifications comme à l'observatoire de la Croix de Charneux.
Thomson-Brandt développa l'invention sous la forme de la grenade à fusil modèle 1941 pour MAS 36, trop tard cependant pour être distribuée au front en 1940. L'invention rejoignit les États-Unis par la valise diplomatique, les États-Unis payant à la firme Brandt des royalties sur toutes les charges creuses réalisées pendant la Seconde Guerre mondiale.
Le premier bazooka était à l'origine un lance-harpon destiné à la chasse de la baleine, les Américains l'ont alors simplement utilisé comme propulseur pour envoyer une charge creuse.
Les charges plates à base magnétique ont été utilisées dès le début de la Seconde Guerre mondiale lors de la prise du fort d'Eben-Emael. À cette époque, seul ce type de munition était capable de venir à bout des blindages modernes. Cependant, les fortes dimensions des charges ne permettant pas encore leur intégration dans un obus ou une roquette, elles furent amenées sur place par des planeurs et posées manuellement sur leurs cibles.
Ce défaut fut par la suite résolu, permettant l'intégration de la charge creuse dans les Panzerfaust allemands, le bazooka américain ou encore le PIAT britannique. Depuis, les charges creuses sont présentes dans de nombreux obus de char d'assaut, ou dans les roquettes antichar, sous la désignation HEAT, en concurrence avec les obus AP (armour piercing), puis vers la fin de la guerre sous la forme de lanceurs jetables à charge surcalibrée, avec la famille des Panzerfaust. Ils utilisèrent également des Mistel, bombardiers Ju 88 modifiés, avec le poste de pilotage remplacé par une énorme charge creuse et pilotés par un chasseur (Bf 109 puis Fw 190) placé sur le bombardier, qui se décrochait peu avant l'impact. Cet assemblage fut utilisé avec des succès variables contre des installations navales alliées comme Gibraltar, Leningrad (nom donné à Saint-Pétersbourg entre 1924 et 1991) ou Scapa Flow, et les ponts traversant la Vistule, un fleuve polonais.
Durant la Seconde Guerre mondiale, les Britanniques utilisent la charge creuse employée sous forme de grenade.
Les charges creuses au début des années 1960 peuvent percer quatre fois leur calibre dans le blindage d'acier des chars, dans les années 1970, huit fois, et dans les années 1980, dix fois avec l'explosif le plus puissant, l'octolite [archive]. Elles ont perdu de leur attrait au cours de cette même période avec la parade consistant à la mise au point du blindage réactif qui disperse efficacement le jet perforant des charges creuses. Contrairement aux obus perforants, la charge creuse tire son efficacité de la puissance de l'explosif. Elle présente une efficacité indépendante de la vitesse du projectile qui la porte, ce qui la rend toujours très utile sur les missiles, les roquettes ou les sous-munitions aériennes antichar.
Afin de contrer les blindages réactifs, certaines munitions sont désormais équipées de charges creuses en tandem, comme sur le missile HOT. Une petite charge creuse placée à l'avant provoque l'explosion de la tuile, permettant à la seconde charge de taille normale d'agir sur un blindage plus conventionnel.
De même, à la fin de la Seconde Guerre mondiale le blindage cage (souvent confondu avec les Schürzen) fait son apparition sur certains chars soviétiques. Bien qu'aujourd'hui généralisé il est progressivement abandonné à la suite de l'évolution de l'amorce des HEAT empêchant leur destruction et entraînant un déclenchement précoce qui favorise la pénétration du dard.
Une des dernières protections contre les charges creuse à ce jour est liée à l'apparition des systèmes de protection active (hard kill) capables d'intercepter et de détruire les charges creuses avant qu'elles ne puissent endommager le véhicule tel le système Iron Curtain.